# Hear’Say
Hear’Say war eine britische Popgruppe, die im Februar 2001 aus der ITV-Realityshow Popstars hervorging.

## Gründung
Innerhalb von sechs Wochen Anfang 2001 bewarben sich Tausende von hoffnungsvollen Sängern bei den Castings für ITVs Popstars. Die Teilnehmer wurden von den Juroren Nigel Lythgoe, Paul Adam (Direktor von A&R bei Polydor Records, der die Rechte an der entstehenden Gruppe besaß) und Nicki Chapman, die zuvor mit den Spice Girls gearbeitet hatte.
Die Jury reduzierte die Zahl der Teilnehmer auf 10, bevor sie jeden aus der Top Ten zu Hause besuchte und ihm/ihr mitteilte, ob er/sie Mitglied in der Band werde oder nicht.
Die fünf ausgewählten Sänger – Danny Foster, Myleene Klass, Kym Marsh, Suzanne Shaw and Noel Sullivan – bildeten nun Hear’Say. Die anderen nicht ausgewählten fünf Finalisten gründeten die Band Liberty, die später aufgrund rechtlicher Probleme zu Liberty X umbenannt wurde.

## Anfänglicher Erfolg
Hear’Says erste Single Pure and Simple, ein Cover der Band Girl Thing, das zuvor nur in Japan veröffentlicht wurde, erreichte sofort die Spitze der UK Single Charts 24. März 2001. Es wurde die bis dahin schnellstverkaufte Single, die nicht zu wohltätigen Zwecken verkauft wurde (Später wurde dieser Rekord durch Pop Idol-Gewinner Will Young gebrochen). Die Single verkaufte sich insgesamt über 1 Million Mal. Der Single folgte ein ähnlich erfolgreiches Album namens Popstars. Es beinhaltete Coverversionen von Monday, Monday von The Mamas & the Papas und Bridge over Troubled Water von Simon & Garfunkel, sowie neue Songs.
Das Album erreichte auch Platz 1 der Albumcharts – 3 Wochen nach der Single – und machte Hear’Say so zur einzigen britischen Band, die gleichzeitig mit Debütsingle und -album auf Platz 1 der Charts war.
Nach einer weiteren Nummer-1-Single – ein Remix des Albumtrack The Way to Your Love – waren Hear’Say in ihrer eigenen Show Hear’Say It’s Saturday auf ITV zu sehen. Es folgte zudem eine Mini-Serie Meet the Popstars, die versuchte der Öffentlichkeit die Möglichkeit zu geben die Band und ihre Musik außerhalb der Show Popstars kennenzulernen.

## Erfolglosigkeit und Trennung
Die Band tourte 2001, erhielt nur mittelmäßige Kritiken und veröffentlichte eine Live-DVD von einer ihrer Shows. Während der Tour nahm die Band ihr zweites Album Everybody auf.
Im November 2001, nur ein paar Monate nach dem Debütalbum, wurde Everybody veröffentlicht. Vorangegangen war eine Single gleichen Namens, die trotz großer Werbung nur Platz 4 der Single Charts erreichte. Dem Album erging es sogar schlimmer: Es erreichte seine Höchstposition mit Platz 24 und verkaufte sich etwa nur 1/5 von dem des Vorgängers (später wurde bekannt, dass das Album, wäre es nur eine Woche später veröffentlicht worden, sofort Platz 1 erreicht hätte).
Trotz des schwindenden Erfolgs wurden Pläne für eine Stadiontournee 2002 gemacht. Zu dieser Zeit war Kym Marsh häufig in den Schlagzeilen, da sie mit dem ehemaligen EastEnders-Star Jack Ryder liiert war. Ryder war fünf Jahre jünger als Marsh, und außerdem hatte sie schon Kinder aus einer früheren Beziehung. Das führte zu Diskussionen in den Medien und Spekulationen, dass Marsh in der Band unglücklich sei, kamen auf.
Im Februar 2002 gab Marsh bekannt, dass sie die Band verlässt. Es fanden Vorsingen statt um einen Ersatz für sie zu finden, die ebenfalls im Fernsehen ausgestrahlt wurden. Ein ehemaliger Tänzer der Band und ehemaliges Mitglied der kurzlebigen Band BOOM!, Johnny Shentall (Ehemann von Steps-Sänger Lisa Scott Lee) gewann das Vorsingen. In den Medien kam es zu negativen Schlagzeilen, da behauptet wurde, das Ergebnis sei gefakt. Die Behauptungen wurden geschwächt, als bekannt wurde, dass viele Menschen, die zuvor mit der Band gearbeitet haben, an den Vorsingen teilgenommen haben und es nicht einmal über die erste Runde hinaus schafften.
In neuer Konstellation begannen Hear’Say ihr drittes Album aufzunehmen und strichen die geplante Stadiontour, um Shentall Zeit zu geben sich in der Gruppe zurechtzufinden.
Im Sommer 2002 machte die Band eine Radio-Roadshow-Tournee, auf der sie ständig ausgebuht und vom Publikum geschmäht wurden – ein Beweis für die starke öffentliche Feindseligkeit. Während der Tournee wurde der Bus der Band auf dem M1 motorway in Northamptonshire von einem scheinbar bewaffneten Mann angegriffen. Der Mann, der später festgenommen wurde, behauptete, er habe der Gruppe nur einen Streich spielen wollen.
Im August 2002 wurde Hear’Says einzige Single mit Shentall namens Lovin' Is Easy veröffentlicht. Das Lied unterschied sich stark von den vorherigen und versuchte so erneut Interesse an der Musik der Band zu erwecken. Die Single erreichte Platz 6 der Charts, aber die Band war entmutigt und nahm sich Zeit über ihre Karriere nachzudenken. Hear’Say trennte sich offiziell am 1. Oktober 2002 und nannte negative öffentliche Reaktion als Hauptgrund für die Trennung.

## Diskografie

### Studioalben
| Jahr | Titel     | Höchstplatzierung, Gesamtwochen, AuszeichnungChartsChartplatzierungen (Jahr, Titel, Platzierungen, Wochen, Auszeichnungen, Anmerkungen) | Anmerkungen                         |
| Jahr | Titel     | UK | Anmerkungen                         |
| ---- | --------- | --- | ----------------------------------- |
| 2001 | Popstars  | UK1 ×3Dreifachplatin · (28 Wo.)UK | Erstveröffentlichung: 26. März 2001 |
| 2001 | Everybody | UK24 Gold · (5 Wo.)UK | Erstveröffentlichung: Dezember 2001 |

### Singles
| Jahr | Titel Album                   | Höchstplatzierung, Gesamtwochen, AuszeichnungChartplatzierungen (Jahr, Titel, Album, Platzierungen, Wochen, Auszeichnungen, Anmerkungen) | Höchstplatzierung, Gesamtwochen, AuszeichnungChartplatzierungen (Jahr, Titel, Album, Platzierungen, Wochen, Auszeichnungen, Anmerkungen) | Höchstplatzierung, Gesamtwochen, AuszeichnungChartplatzierungen (Jahr, Titel, Album, Platzierungen, Wochen, Auszeichnungen, Anmerkungen) | Anmerkungen                         |
| Jahr | Titel Album                   | DE | CH | UK | Anmerkungen                         |
| ---- | ----------------------------- | --- | --- | --- | ----------------------------------- |
| 2001 | Pure and Simple Popstars      | DE83 (1 Wo.)DE | CH29 (9 Wo.)CH | UK1 ×2Doppelplatin · (28 Wo.)UK | Erstveröffentlichung: 12. März 2001 |
| 2001 | The Way to Your Love Popstars | — | — | UK1 Silber · (21 Wo.)UK | Erstveröffentlichung: 25. Juni 2001 |
| 2001 | Everybody                     | — | — | UK4 (11 Wo.)UK | Erstveröffentlichung: November 2001 |
| 2002 | Lovin’ Is Easy –              | — | — | UK6 (8 Wo.)UK | Erstveröffentlichung: August 2002   |

### Videoalben
- 2001: Live (UK: Platin)

## Auszeichnungen für Musikverkäufe
| Goldene Schallplatte - Neuseeland - 2001: für die Single Pure and Simple Platin-Schallplatte - Europa - 2001: für das Album Popstars - Neuseeland - 2001: für das Album Popstars |

Anmerkung: Auszeichnungen in Ländern aus den Charttabellen bzw. Chartboxen sind in ebendiesen zu finden.
| Land/RegionAuszeichnungen für Musikverkäufe (Land/Region, Auszeichnungen, Verkäufe, Quellen) | Silber  | Gold     | Platin     | Verkäufe    | Quellen                   |
| -------------------------------------------------------------------------------------------- | ------- | -------- | ---------- | ----------- | ------------------------- |
| Europa (IFPI)                                                                                | —       | —        | Platin1    | (1.000.000) | ifpi.org                  |
| Neuseeland (RMNZ)                                                                            | —       | Gold1    | Platin1    | 22.500      | aotearoamusiccharts.co.nz |
| Vereinigtes Königreich (BPI)                                                                 | Silber1 | Gold1    | 6× Platin6 | 2.450.000   | bpi.co.uk                 |
| Insgesamt                                                                                    | Silber1 | 2× Gold2 | 8× Platin8 |             |                           |